# Aloe rhodesiana
Aloe rhodesiana là một loài thực vật có hoa trong họ Măng tây. Loài này được Rendle mô tả khoa học đầu tiên năm 1911.

## Hình ảnh

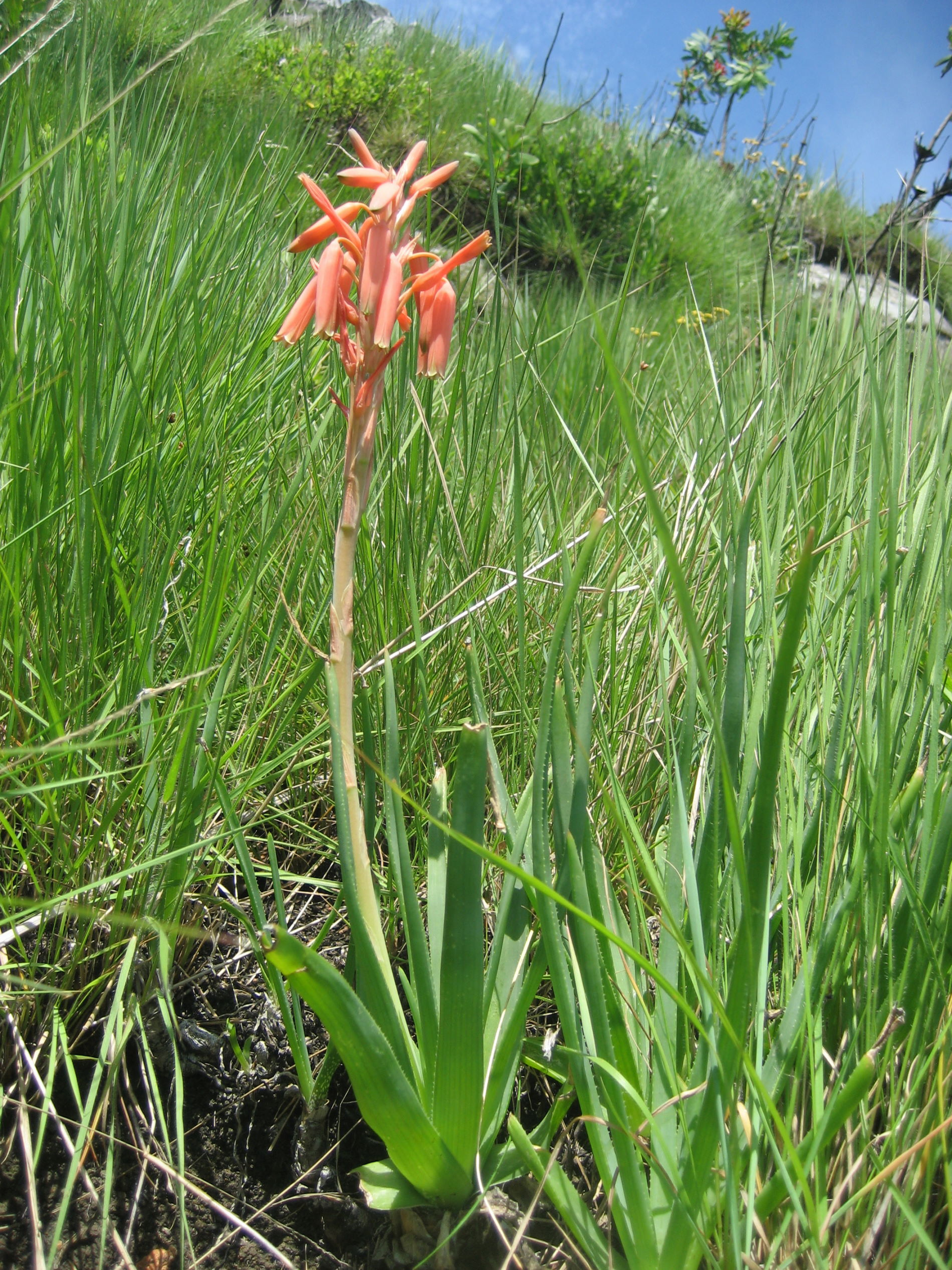
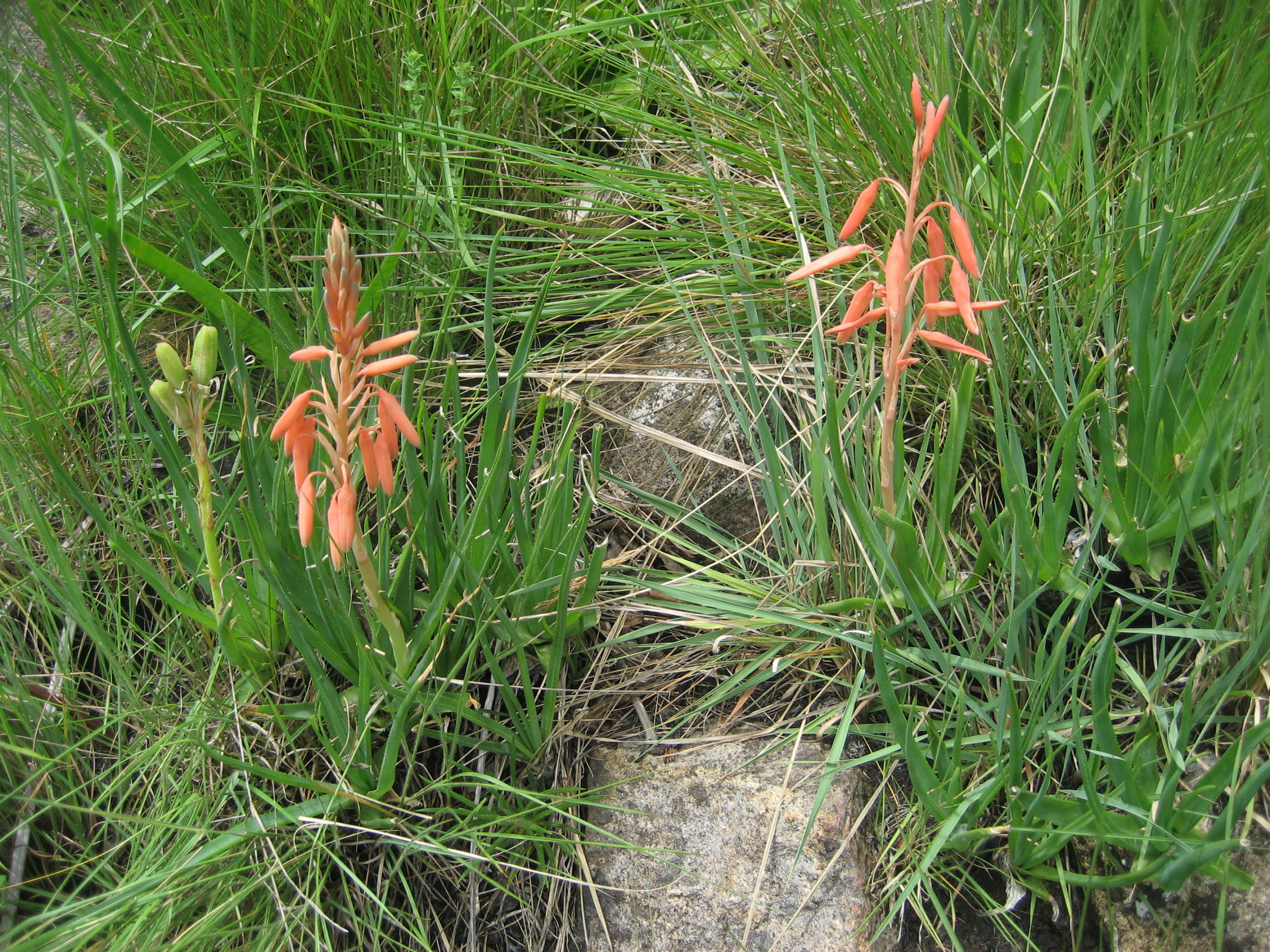
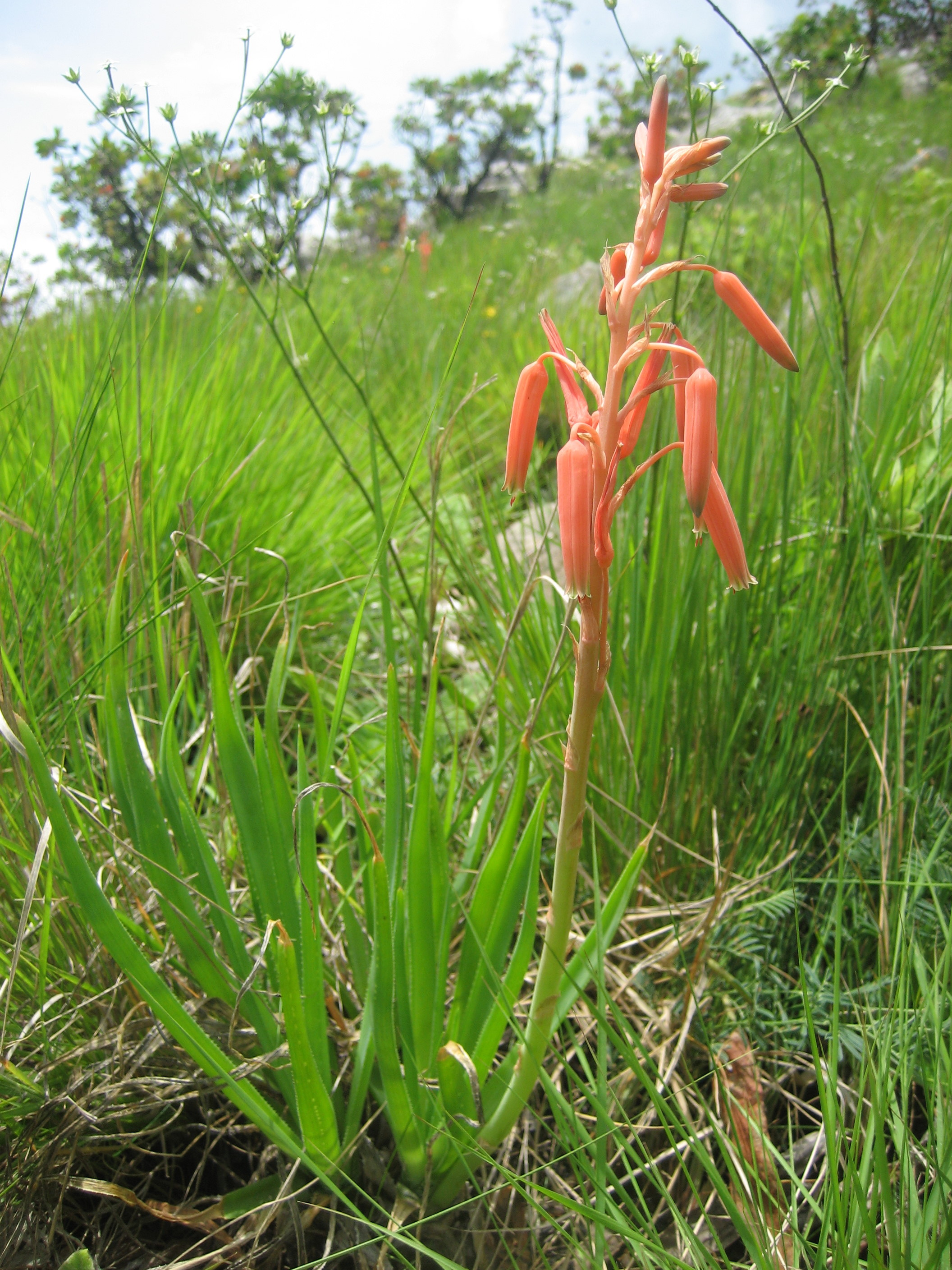
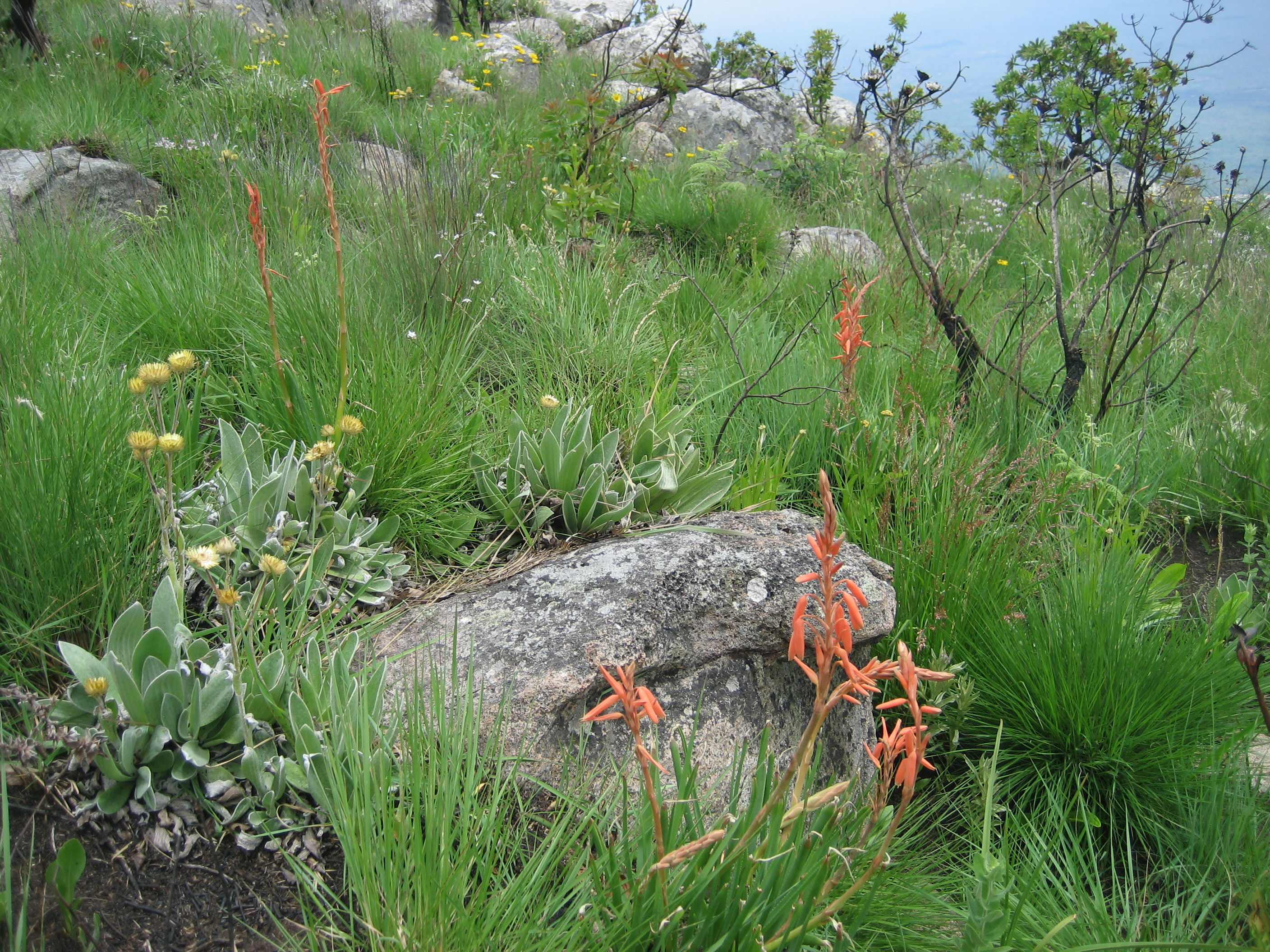